# Hystrix africaeaustralis
Hystrix africaeaustralis là một loài động vật có vú trong họ Nhím lông Cựu Thế giới, bộ Gặm nhấm. Loài này được Peter mô tả năm 1852.
Đây là loài bản địa trung và nam châu Phi. Nó là loài gặm nhấm lớn nhất ở phía nam châu phi. Loài này dài đến 63 đến 81 xentimét (25 đến 32 inch) từ đầu đến chân đuôi với đuôi dài 11–20 xentimét (4,3–7,9 inch). Chúng có cân nặng từ 10 đến 24 kilôgam (22 đến 53 pound), với trọng lượng cá biệt của mẫu lớn lên đến 30 kg (66 lb); con đực và con cái không khác nhau đáng kể về kích thước.

## Hình ảnh

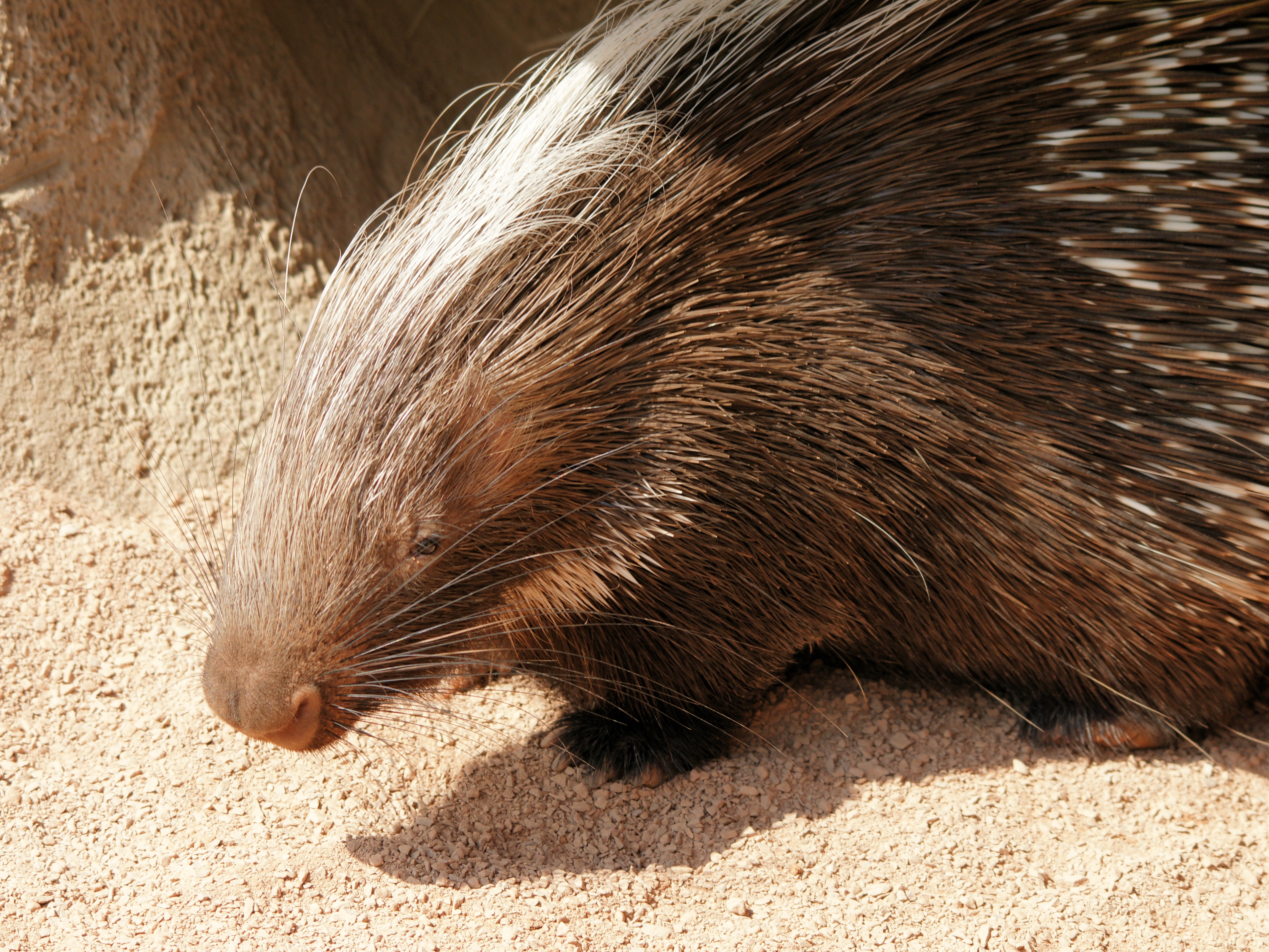
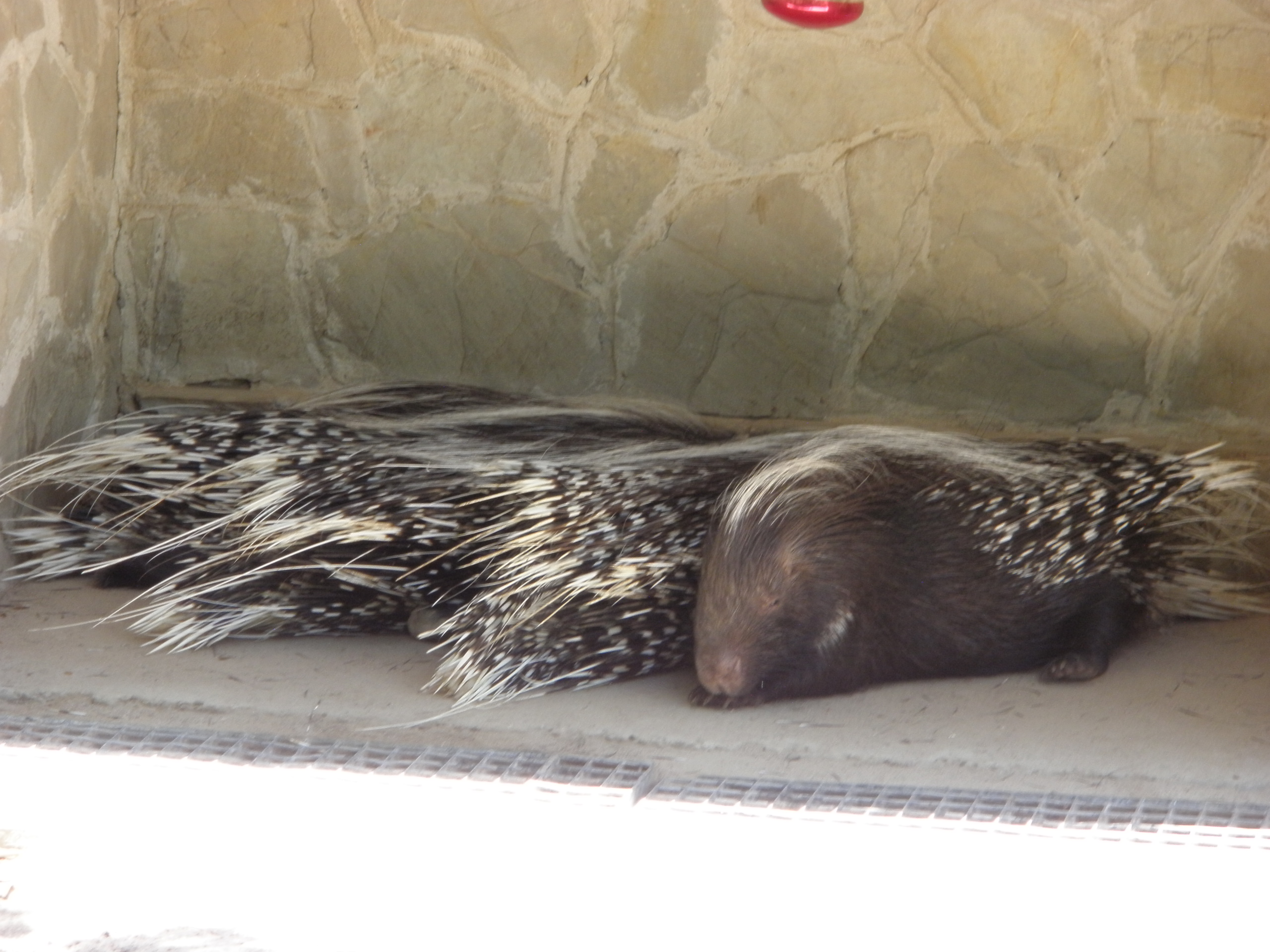
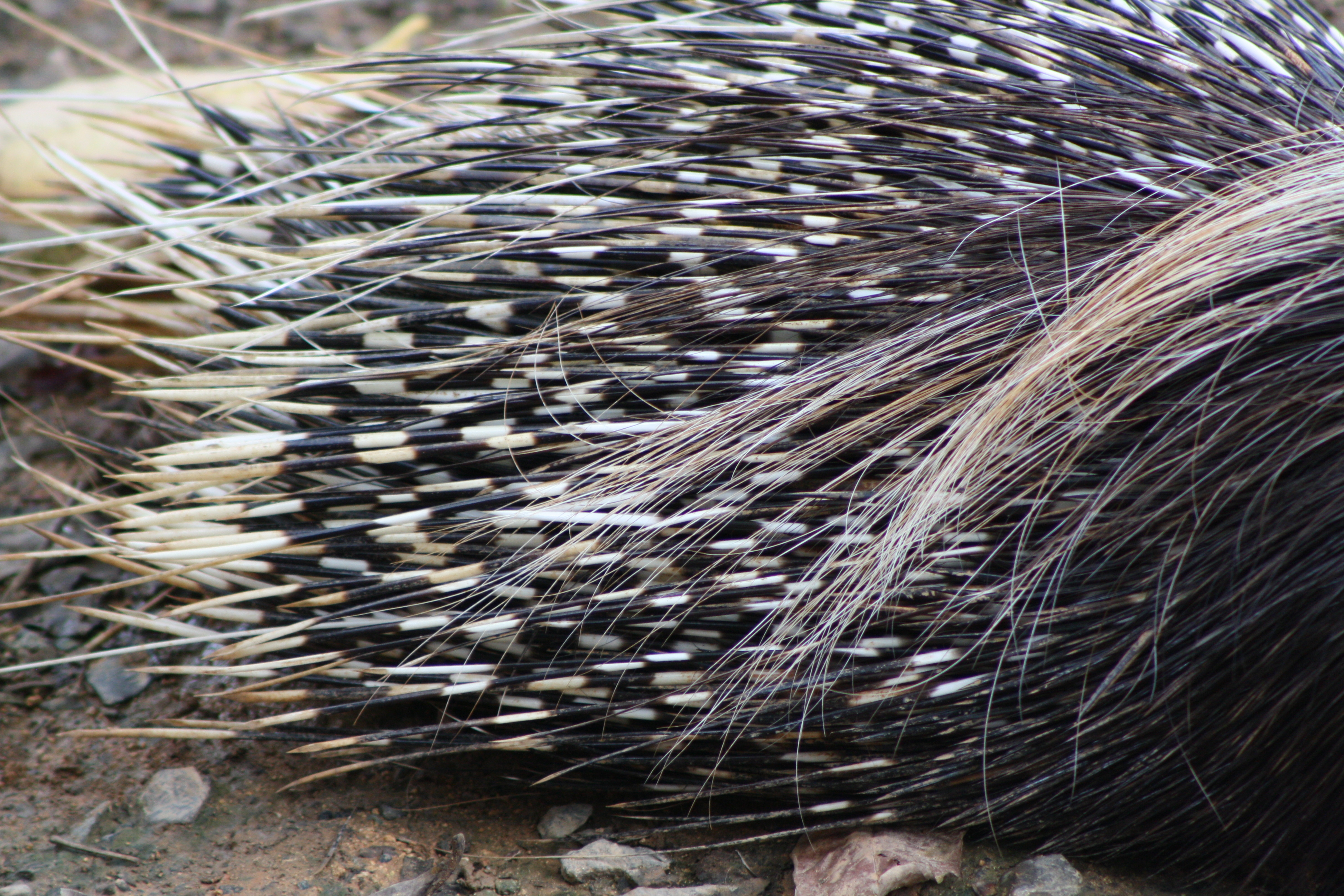